# CSS SUXXX
CSS SUXXX é um álbum da banda Cansei de Ser Sexy, lançado em 29 de outubro de 2005 e vendido exclusivamente em apresentações.

## Faixas
1. CSS SUXXX (Adriano Cintra/Lovefoxxx)
2. Patins (Adriano Cintra/Luiza Sá/Lovefoxxx)
3. Party Animal (Adriano Cintra/Ana Rezende/Lovefoxxx)
4. Fuck Off Rock (Adriano Cintra/Lovefoxxx)
5. Meeting Paris Hilton (Adriano Cintra/Lovefoxxx)
6. Art Bitch (Adriano Cintra/Lovefoxxx)
7. Ódio Ódio Ódio, Sorry C. (Adriano Cintra/Lovefoxxx)